# Les Cosmonautes du futur (album)
Les Cosmonautes du futur est le premier album de bande dessinée de la série homonyme, scénarisée par Lewis Trondheim et illustrée par Manu Larcenet. La mise en couleurs est réalisée par Brigitte Findakly. L'album, sorti en 2000, est édité chez Dargaud, dans la collection Poisson Pilote.

## Synopsis
Martina est persuadé de vivre parmi des robots. Gildas, un garçon qui vient d'emménager dans la ville, est lui persuadé de vivre parmi des aliens ; il fait d'ailleurs partie des "cosmonautes du futur " (une brigade créée par lui, bien évidemment). Ces deux enfants vont très vite faire connaissance, et réaliser qu'ils sont les seuls êtres normaux de la ville (voire de la Terre entière).
Ils vont alors décider de mener leur propre enquête, et d'essayer de repérer les bâtiments qui servent de refuge aux robots abîmés ou aux aliens non-déguisés. Pour ce faire, ils vont d'abord mettre au point un langage secret, le "bifteck". Exemple de phrase en bifteck : "Je pense que si on veut démasquer les chocolats, on pourrait déjà vérifier si l'emballage est complet".
Les deux amis se donnent rendez-vous un jour au parc ; malheureusement, Gildas est contraint par sa mère d'emmener avec eux sa petite sœur, Gaëlle, qui néanmoins les aidera dans leur "périple". Le trio va donc vérifier tout un tas de bâtiments, et même si leurs recherches seront infructueuses, cette première journée scellera en quelque sorte l'unité du groupe.
Plusieurs autres péripéties suivront, jusqu'au jour où, en traversant une route, Gaëlle est renversée par une voiture. Les piétons se précipitent autour du lieu de l'incident, et essayent d'éloigner Gildas et Martina ; en vain. Ces derniers découvrent avec stupéfaction que Gaëlle est en réalité un robot (elle a perdu une partie de sa tête dans l'accident). Les deux enfants s'enfuient en courant, en faisant tomber d'une échelle un peintre, qui perd sa tête en tombant : les robots sont partout ! Pris de panique, les deux vont se réfugier chez Gildas. Mais à peine arrivés, les deux mères les embarquent dans l'ascenseur, direction... le hangar à vaisseau spatial. En effet, vu la situation, les deux femmes ont cru bon de révéler la vérité à leurs "enfants".
On apprend alors que Gildas et Martina se sont écrasé sur la planète Mawis 13 ans auparavant. Les habitants de cette planète, les Mawissiens, ont récupéré l'ADN des deux enfants (qui étaient en bouillie) pour les reconstituer. Ils ont également recréé à l'identique le décors de leur enfance, pour qu'ils puissent redevenir exactement les mêmes ; en effet, les Mawissiens ont une très grande estime de l'individu, et ne pouvaient pas se résoudre à laisser les deux humains dans cet état. Mais la dernière révélation sera la plus dure pour les deux héros : à l'intérieur du vaisseau spatial (une réplique de celui à bord duquel ils se trouvaient au moment du crash), ils trouvent une photo d'eux deux adultes, mariés !
Ce premier tome se termine sur Gildas et Martina, dans leur vaisseau spatial, déterminés à retourner chez eux, sur Terre. Sauf que l'ordinateur de bord du vaisseau ne connaît qu'un seul "chez eux" : Mawis. Les deux enfants sont donc bloqués sur cette planète...

## Remarques
Cet album se démarque des deux autres, nettement orientés science-fiction, dans le sens où jusqu'à la fin, le lecteur ne sait pas si ces deux enfants ont simplement beaucoup d'imagination, ou si au contraire leurs craintes sont fondées. Cet album est donc en quelque sorte une introduction à la série, qui débute réellement avec le Tome 2, Le Retour.